# (37927) 1998 FS115
1998 FS115 (asteroide 37927) é um asteroide da cintura principal. Possui uma excentricidade de 0.12102620 e uma inclinação de 13.38331º.
Este asteroide foi descoberto no dia 31 de março de 1998 por LINEAR em Socorro.